# Orosz női kézilabda-bajnokság (első osztály)
A Szuperliga a legmagasabb osztályú orosz női kézilabda-bajnokság. A bajnokságot 1993 óta rendezik meg. Jelenleg tizenkét csapat játszik a bajnokságban, a legeredményesebb klub a Gyinamo (Rotor, Akva) Volgográd, a címvédő a CSZKA Moszkva.

## Kispályás bajnokságok
| Év   | 1. hely                   | 2. hely                | 3. hely                   |
| ---- | ------------------------- | ---------------------- | ------------------------- |
| 1993 | Rotor Volgográd           | Rosztszelmas Rosztov   | Rosszijanka Volgográd     |
| 1994 | Rosztszelmas Rosztov      | Rosszijanka Volgográd  | Isztocsnyik Rosztov       |
| 1995 | Rotor Volgográd           | Rosztszelmas Rosztov   | Isztocsnyik Rosztov       |
| 1996 | Rotor Volgográd           | Isztocsnyik Rosztov    | Rosztszelmas Rosztov      |
| 1997 | Isztocsnyik Rosztov       | Kubany Krasznodar      | Rosztszelmas Rosztov      |
| 1998 | Isztocsnyik Rosztov       | Kubany Krasznodar      | Akva Volgográd            |
| 1999 | Akva Volgográd            | Kubany Krasznodar      | Isztocsnyik Rosztov       |
| 2000 | Akva Volgográd            | Kubany Krasznodar      | AGU Majkop                |
| 2001 | Akva Volgográd            | Lada Toljatti          | Rosztszelmas Rosztov      |
| 2002 | Lada Toljatti             | Akva Volgográd         | Rosztszelmas Rosztov      |
| 2003 | Lada Toljatti             | Akva Volgográd         | GK Rosztov-Don            |
| 2004 | Lada Toljatti             | Gyinamo-Akva Volgográd | GK Rosztov-Don            |
| 2005 | Lada Toljatti             | Gyinamo Volgográd      | GK Rosztov-Don            |
| 2006 | Lada Toljatti             | Gyinamo Volgográd      | Zvezda Zvenyigorod        |
| 2007 | Zvezda Zvenyigorod        | Lada Toljatti          | Gyinamo Volgográd         |
| 2008 | Lada Toljatti             | Zvezda Zvenyigorod     | Gyinamo Volgográd         |
| 2009 | Gyinamo Volgográd         | Zvezda Zvenyigorod     | Lada Toljatti             |
| 2010 | Gyinamo Volgográd         | Zvezda Zvenyigorod     | GK Rosztov-Don            |
| 2011 | Gyinamo Volgográd         | GK Rosztov-Don         | Lada Toljatti             |
| 2012 | Gyinamo Volgográd         | GK Rosztov-Don         | Lada Toljatti             |
| 2013 | Gyinamo Volgográd         | GK Rosztov-Don         | Zvezda Zvenyigorod        |
| 2014 | Gyinamo Volgográd         | Lada Toljatti          | GK Rosztov-Don            |
| 2015 | GK Rosztov-Don            | Lada Toljatti          | Asztrahanocska Asztrahany |
| 2016 | Asztrahanocska Asztrahany | GK Rosztov-Don         | Lada Toljatti             |
| 2017 | GK Rosztov-Don            | Lada Toljatti          | Kubany Krasznodar         |
| 2018 | GK Rosztov-Don            | Lada Toljatti          | Asztrahanocska Asztrahany |
| 2019 | GK Rosztov-Don            | Lada Toljatti          | Kubany Krasznodar         |
| 2020 | GK Rosztov-Don            | Lada Toljatti          | CSZKA Moszkva             |
| 2021 | CSZKA Moszkva             | GK Rosztov-Don         | Lada Toljatti             |
| 2022 | GK Rosztov-Don            | CSZKA Moszkva          | Lada Toljatti             |
| 2023 | CSZKA Moszkva             | GK Rosztov-Don         | Zvezda Zvenyigorod        |
| 2024 | CSZKA Moszkva             | GK Rosztov-Don         | Asztrahanocska Asztrahany |
| 2025 | CSZKA Moszkva             | GK Rosztov-Don         | Asztrahanocska Asztrahany |

## Lásd még
- Orosz férfi kézilabda-bajnokság (első osztály)
- Szovjet női kézilabda-bajnokság (első osztály)